# Facultad de Arquitectura, Diseño y Urbanismo (Universidad de Buenos Aires)
La Facultad de Arquitectura, Diseño y Urbanismo (FADU) forma parte de la Universidad de Buenos Aires. Tiene su sede principal en el campus de la Ciudad Universitaria, un complejo construido en la década de 1960 e inspirado en las propuestas de Le Corbusier de 1929.
Fue fundada en 1947 y aquí se dictan las carreras de Arquitectura, Diseño Gráfico, Diseño de Indumentaria, Diseño Textil, Diseño Industrial, Diseño de Imagen y Sonido y Planificación y Diseño del Paisaje (en conjunto con la Facultad de Agronomía de la UBA).
En los últimos 25 años, la FADU ha experimentado altos índices de crecimiento en su estudiantado. Según el censo realizado por la UBA en 2011, la FADU alojaba en ese momento a 25.748 estudiantes de grado y a 809 de posgrado, siendo la segunda facultad con más alumnos cursando de toda la Universidad de Buenos Aires.
Comparado con el censo realizado en 1988, en el cual la FADU resultaba tener 12.406 estudiantes, se observa que la institución aumentó su número en más del doble.

## Historia

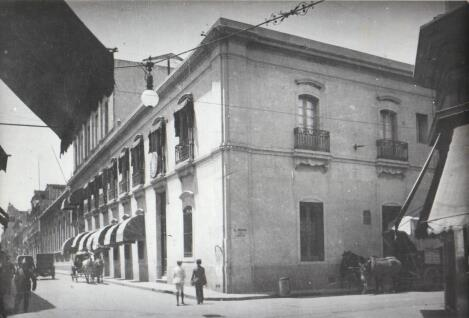
La Manzana de las Luces, primera sede de la Escuela de Arquitectura.

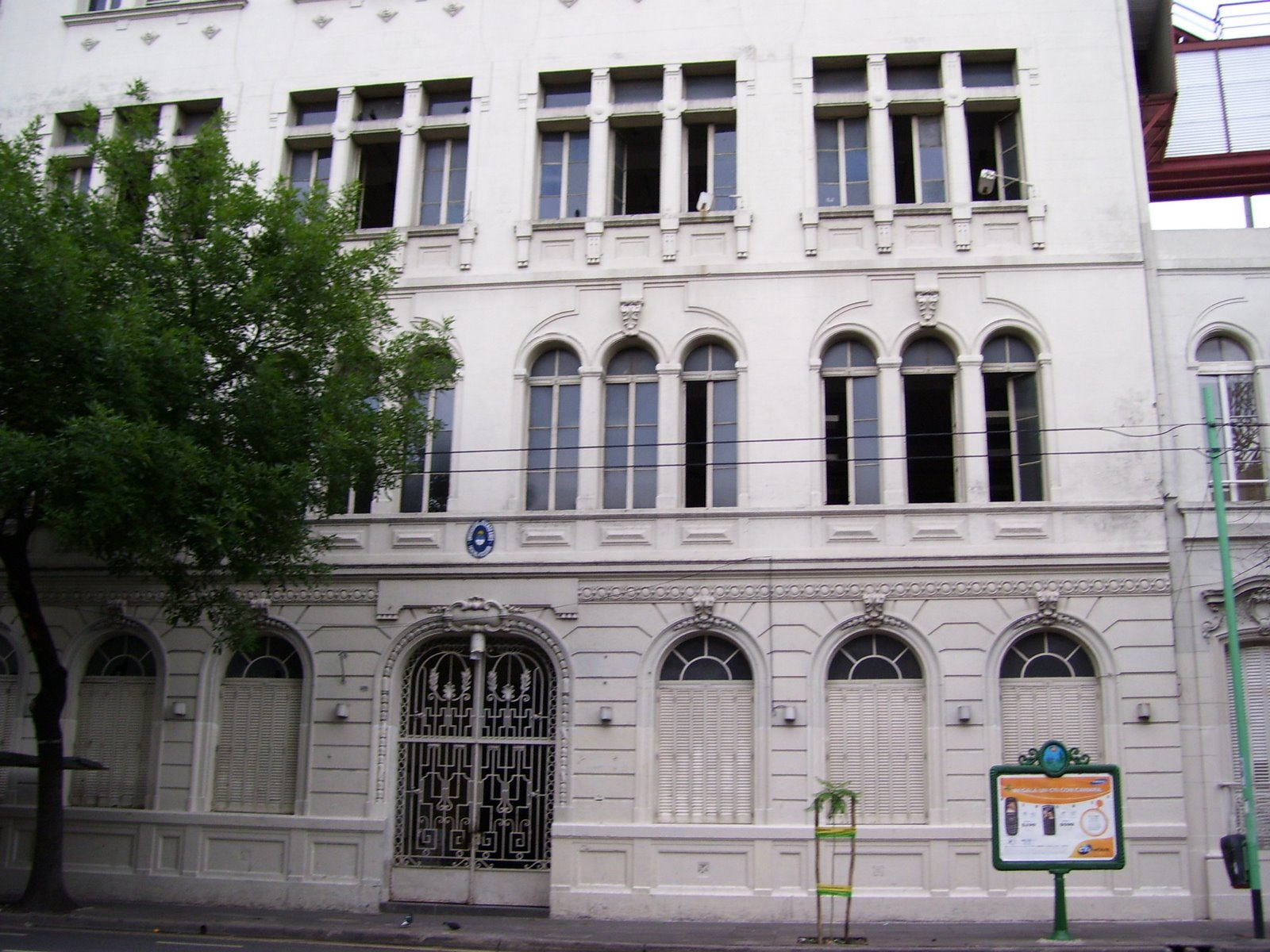
La FAU pasó por el edificio de Av. Independencia 3051 en los años '50.

Al momento de su creación en el año 1901, con el nombre de “Escuela de Arquitectura”, la FADU formaba parte de la Facultad de Ciencias Exactas, Físicas y Naturales. Como tal, funcionaba dentro de su mismo edificio, el de Perú 222/72/94, en la llamada Manzana de las Luces.
Ya desde los años 1929-31 comienzan a cuestionarse desde la postura de estudiantes, influenciados por medio de diversas publicaciones de revistas y voces de arquitectos, la enseñanza que se daba de manera tradicional y no que daba suficiente espacios a estas nuevas tendencias provenientes del Viejo Continente, tendencias tanto arquitectónicas como ideas más comúnmente llamando "Movimiento Moderno".
Los antecedentes datan de un aprendizaje bajo la tutela de las "bellas artes" donde el aprendizaje era rígido y seguía cierta "receta" para hacer y aplicar arquitectura. Estas ideas revolucionarias para aquel entonces llegan para quedarse y cambiar el pensamiento de muchos estudiantes y algunos profesores que con el correr del tiempo se hicieron eco de estos reclamos por una enseñanza más flexible y que se pudiera elegir y promover varias corrientes de pensamiento.
Los hechos políticos externos y también internos vendrían a demorar la natural evolución de las ideas tanto arquitectónicas como pedagógicas de la arquitectura.
La ley n.º 13045, aprobada en Diputados tras áspero debate, el 24 de septiembre de 1947 y por el Senado tres días después, creó la Facultad de Arquitectura y Urbanismo (FAU) de la UBA. Cuando en 1948 comenzaron las clases, el primer Decano designado fue Ermete De Lorenzi, y la Universidad le cedió a la FAU un edificio lindero, el de Alsina 673, para instalar algunas oficinas administrativas y el Decanato.
Luego del derrocamiento del gobierno de Juan Domingo Perón, la Universidad fue intervenida, y después de 1956 se sucedieron como Decanos de la Facultad de Arquitectura Alfredo Casares y Carlos Coire, de posturas ideológicas opuestas (humanismo y reformismo). En 1957, para aliviar la falta de espacio para la creciente facultad, la UBA adquirió para Arquitectura el edificio de Avenida Independencia 3051, en donde había funcionado desde 1901 el Asilo “Dulce Nombre de Jesús”, de la orden cristiana de los dominicos.
Posteriormente, la Facultad de Arquitectura y Urbanismo sumó como sede complementaria los galpones construidos en madera laminada para el Pabellón de Transportes de la Exposición del Sesquicentenario de la Revolución de mayo (1960). Se encontraban en el predio del actual Centro Municipal de Exposiciones de la Avenida Figueroa Alcorta, adyacente a la Facultad de Derecho, y desaparecieron durante un incendio que los destruyó en 1966. En esa época, el Decano era Horacio Pando, quien estaba a cargo cuando se desató la Noche de los Bastones Largos y la Policía Federal ingresó a las facultades de Buenos Aires, desalojando estudiantes a los golpes y atacando a las autoridades.
A causa de este incidente, esa parte de la Facultad de Arquitectura tuvo que ser provisoriamente instalada en el segundo piso del nuevo edificio de la Facultad de Ciencias Exactas y Naturales en la Ciudad Universitaria, que se encontraba aún en construcción y tuvo que ser habilitado de forma precaria.

### El edificio actual

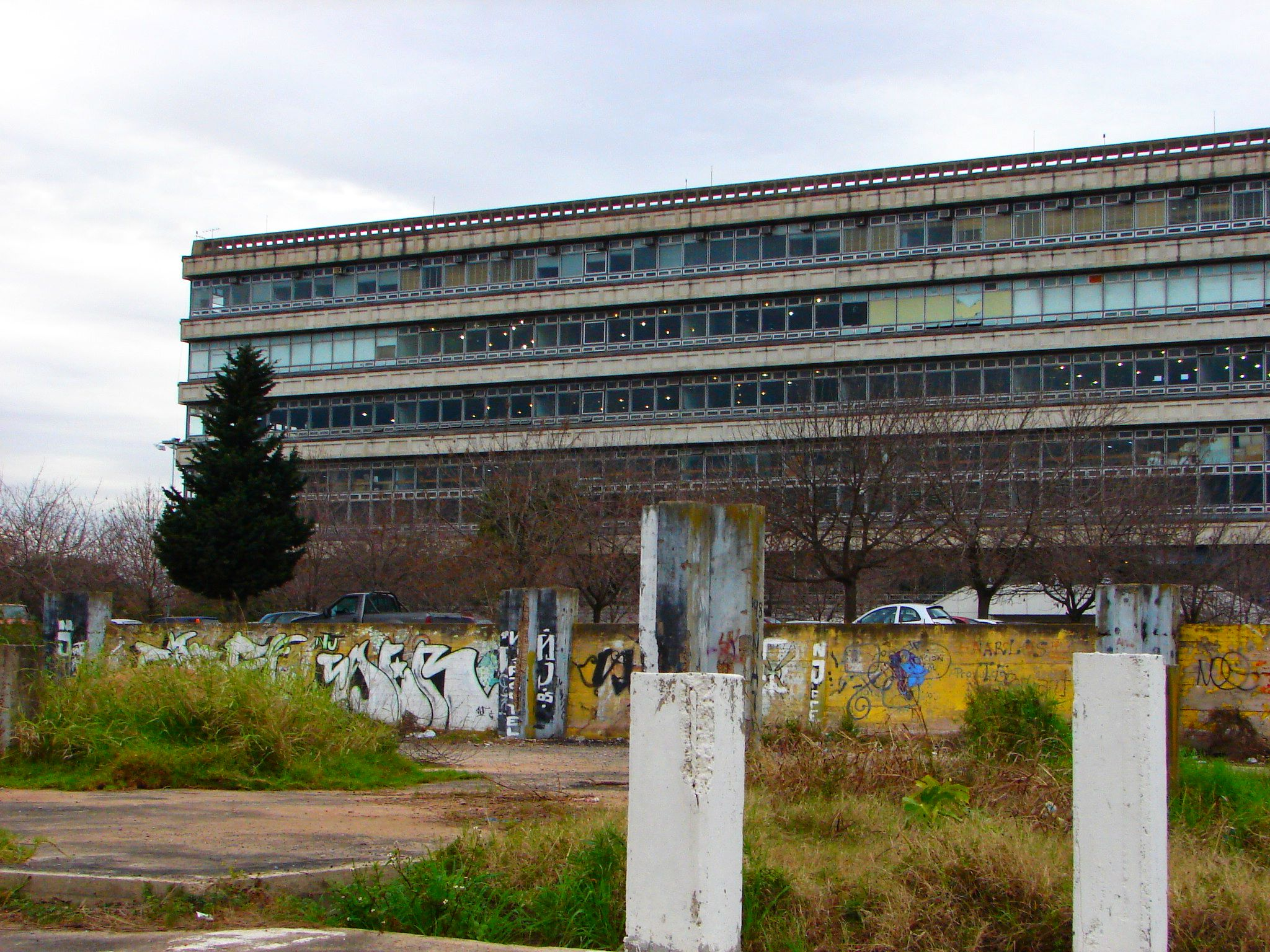
El Pabellón 3 visto desde los cimientos abandonados del Pabellón 4

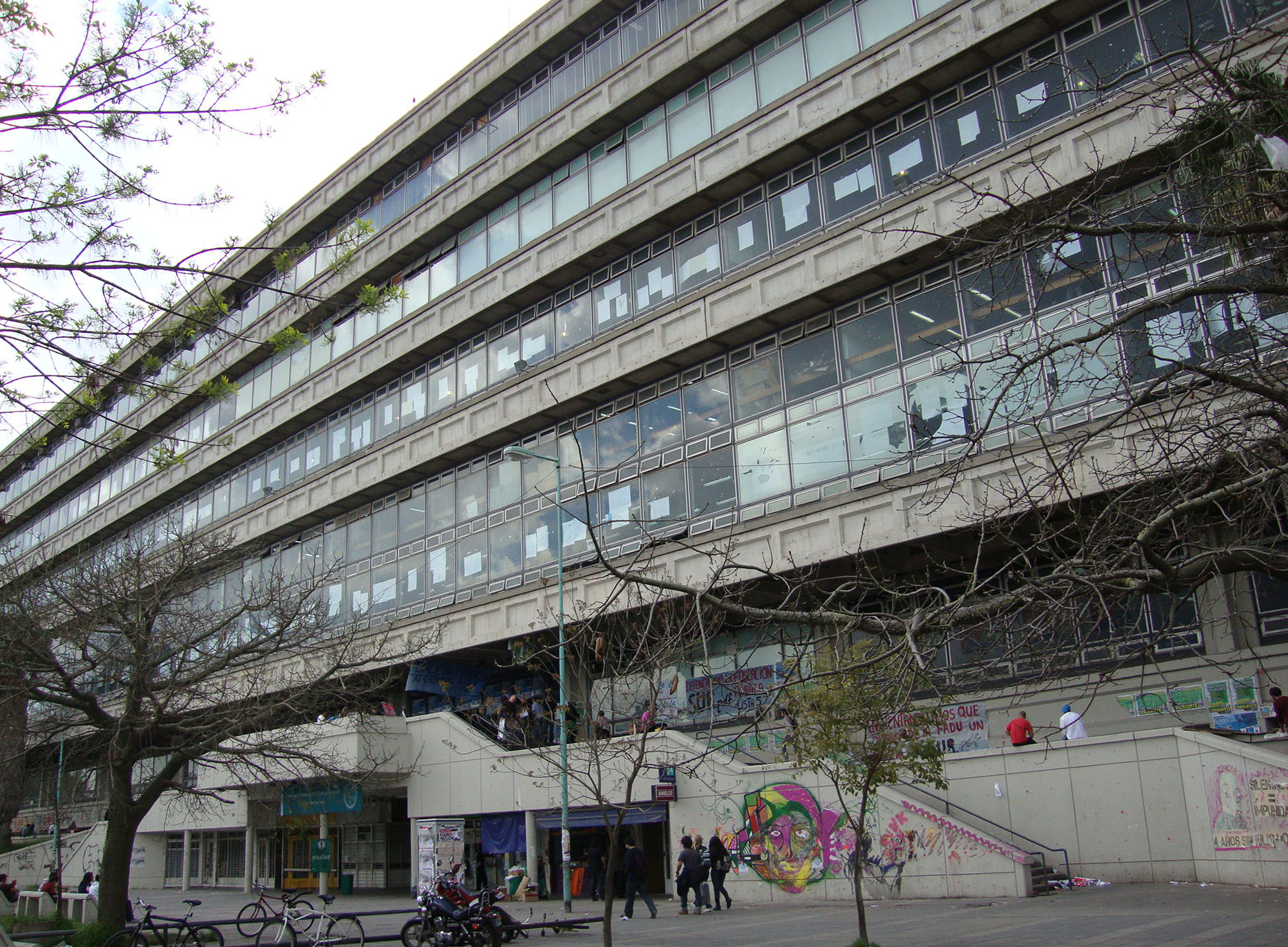
Fachada principal y escalinata de acceso

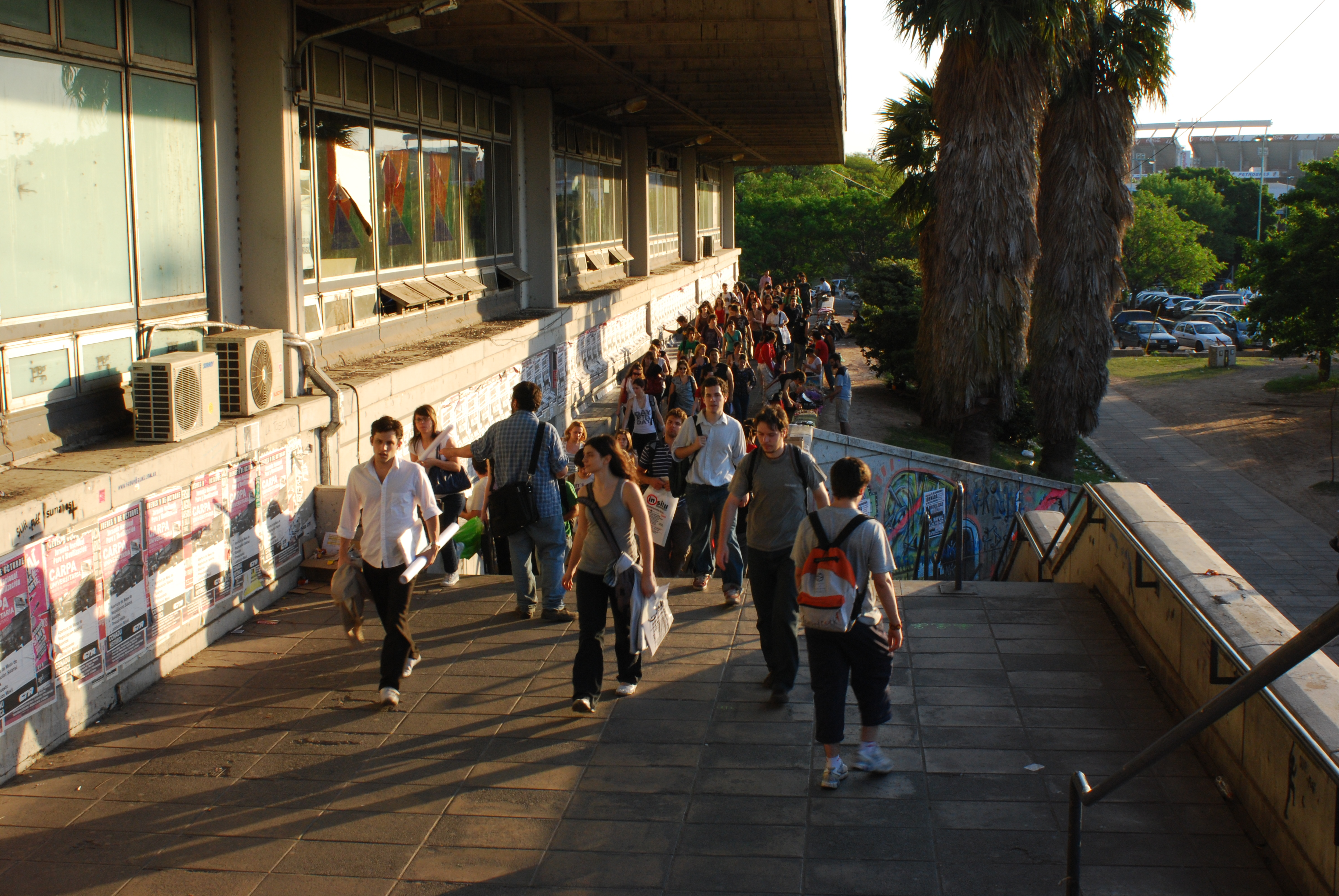
Estudiantes llegando hacia la entrada principal del edificio.

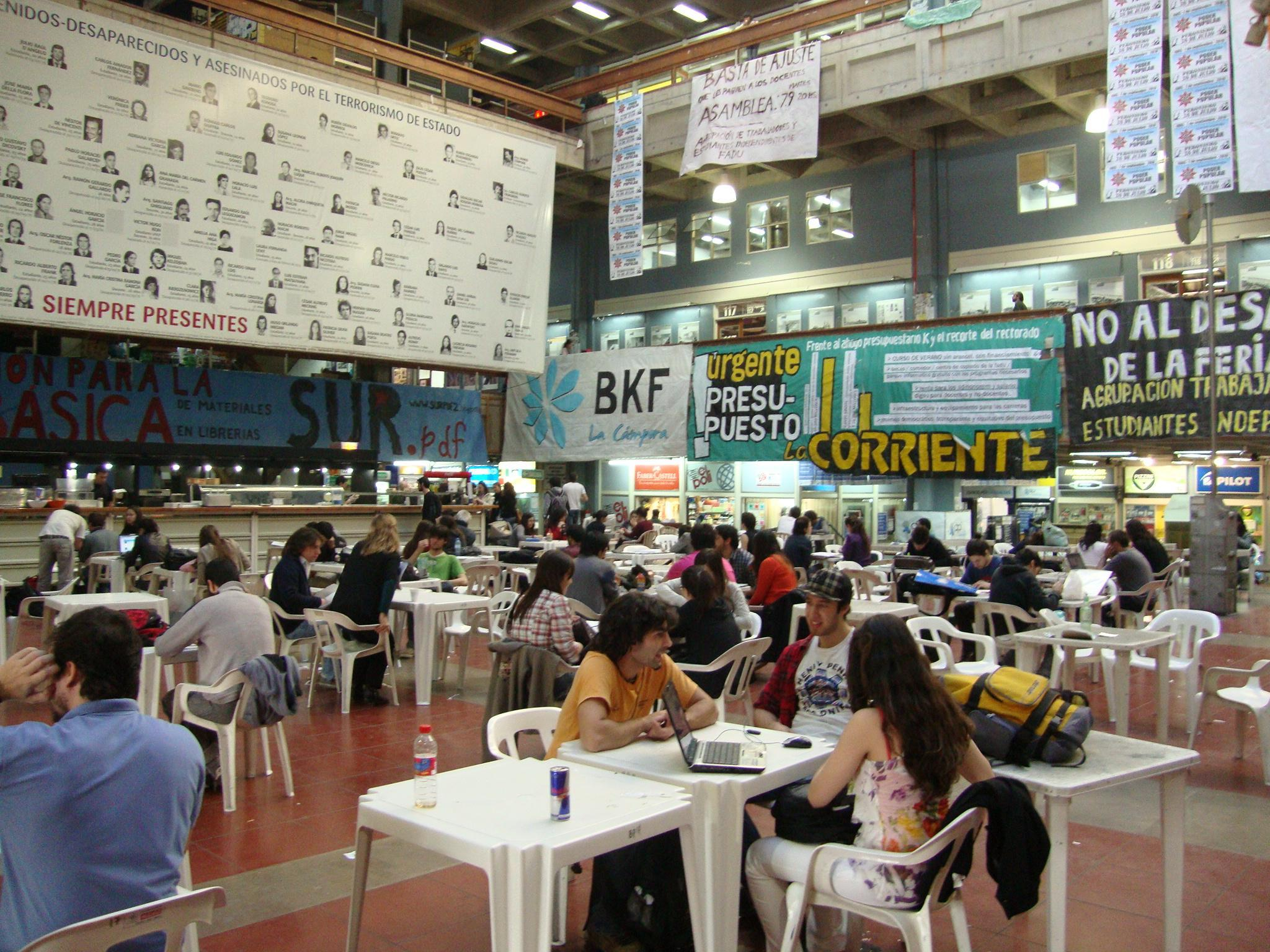
Patio interno de la FADU, con el afiche que muestra a desaparecidos en la década de 1970.

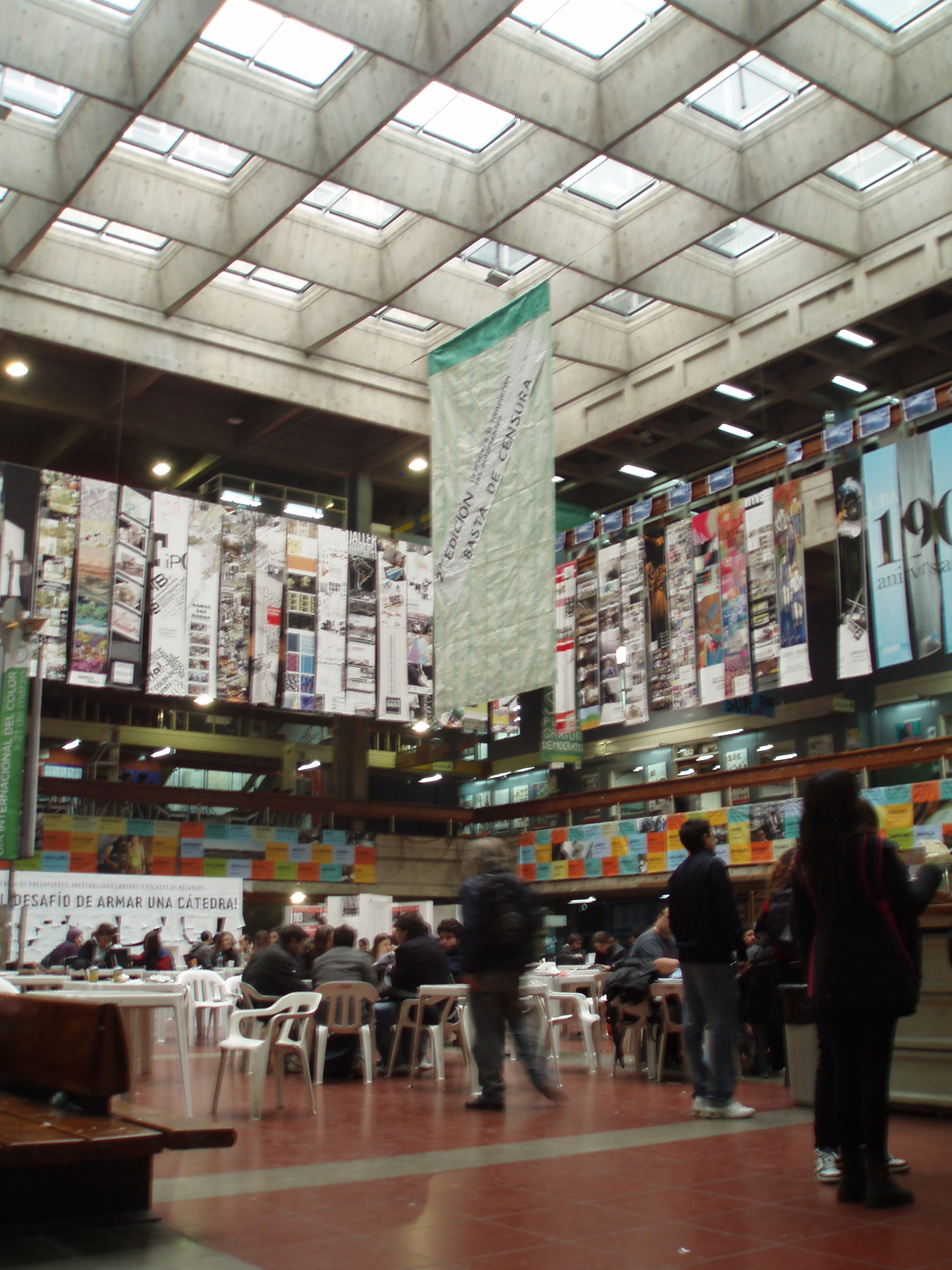
Red de claraboyas que ilumina el patio central del edificio.

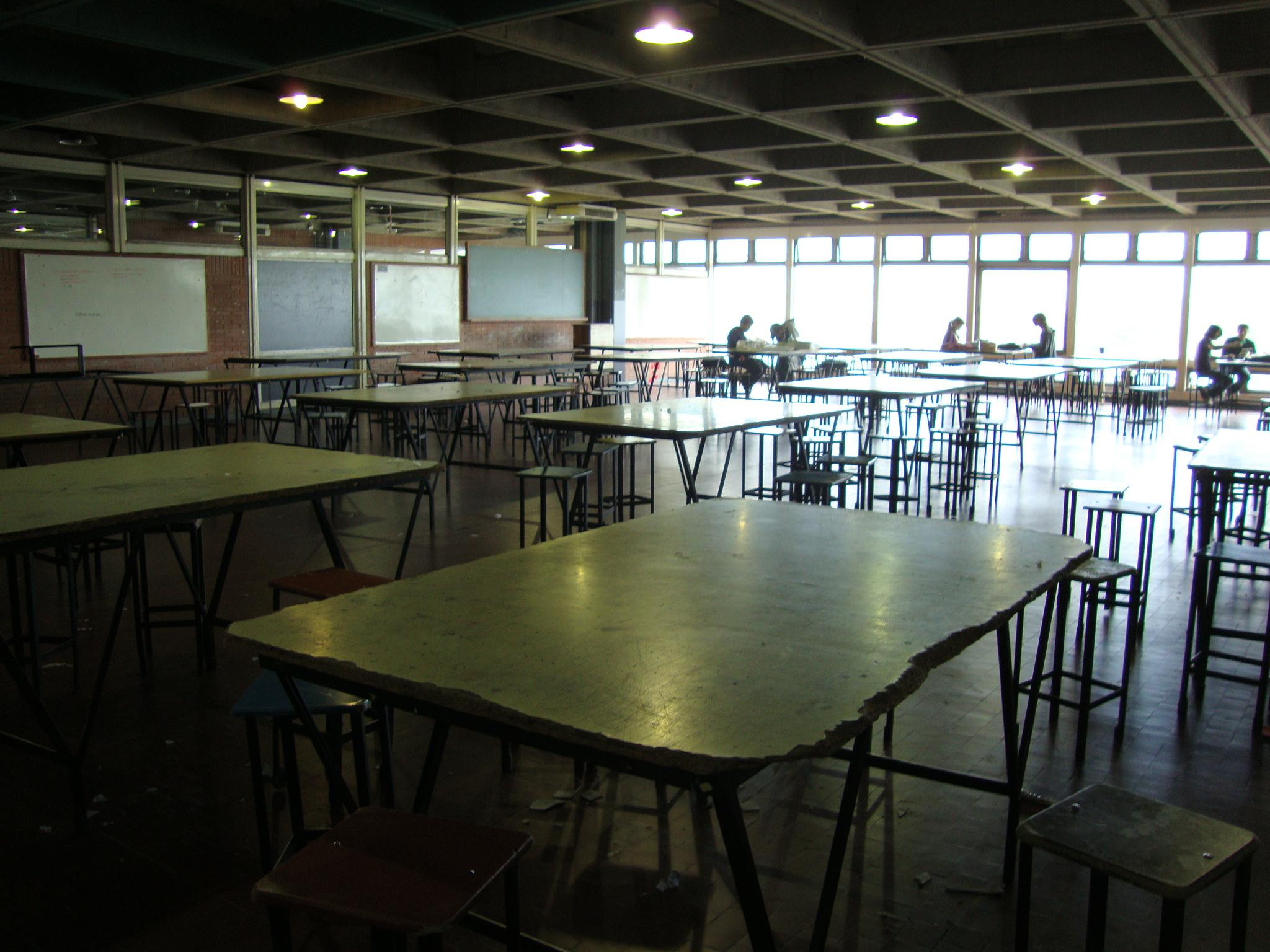
Un aula del segundo piso, donde se aprecian los casetones vacíos, preparados para un sistema de aire acondicionado nunca instalado

La Ciudad Universitaria surgió entre las ideas urbanísticas para Buenos Aires expuestas por Le Corbusier durante su visita (1929), contempladas posteriormente en el Plan Regulador de la Ciudad de Buenos Aires (1958).
El proyecto arquitectónico fue elaborado hacia 1960 por los arquitectos Eduardo Catalano, Horacio Caminos, Eduardo Sacriste y Carlos Picarel, equipo designado a partir de un concurso internacional de antecedentes. Concebía un conjunto de cuatro grandes edificios, que serían entregados progresivamente a las facultades más perjudicadas en ese momento en cuanto a espacio.
La primera facultad en recibir su edificio allí fue la de Ciencias Exactas y Naturales (Pabellones 1 y 2), que en 1966 cedió el segundo piso del Pabellón 2 a Arquitectura luego del incendio de los galpones de Figueroa Alcorta. Por la precariedad de esta situación, en 1971 la Facultad de Arquitectura y Urbanismo recibió —inconcluso— el Pabellón 3, que originalmente estaba reservado para la Facultad de Filosofía y Letras por orden de prioridad. Los otros dos edificios proyectados nunca se terminaron, aunque nunca dejaron de existir anuncios para hacerlo. Progresivamente fue mudándose desde su edificio original en la Manzana de las Luces, hasta que quedó completamente instalada en el Pabellón 3 en el año 1973.
Cuando en 1976 un golpe de Estado interrumpió el gobierno democrático e impuso una dictadura militar, la UBA fue intervenida y el nuevo Decano de la FAU designado fue Héctor Corbacho, quien también enseñaba dibujo técnico en la Escuela de Mecánica de la Armada, donde funcionó en esos años uno de los principales centros clandestinos de detención y desaparición de opositores políticos entre 1976 y 1983. Al año 2005, se calculaba que en el período de la dictadura, las Fuerzas Armadas y la Policía detuvieron y desaparecieron a 110 personas de la comunidad de la Facultad, entre docentes, alumnos y no-docentes.
Mientras tanto, la sede actual y definitiva de la FADU fue terminada lentamente con el paso de los años. Para 1985, ya en democracia nuevamente, el rector de la UBA Francisco Delich creó el Ciclo Básico Común, que permitió el ingreso masivo a la Universidad; y el Pabellón 3 se transformó en una de sus sedes principales. Al mismo tiempo, se instauraron nuevas carreras, como Diseño Industrial, Diseño Gráfico, Diseño de Indumentaria, etc. mientras Berardo Dujovne era el Decano Normalizador. En 1986 se designaba como decano a Juan Manuel Borthagaray, quien seguiría en este puesto por un segundo período, hasta el año 1994.
En 1986 la Secretaría de Hábitat Universitario de la FADU diseñó un Plan de Urbanización en el cual participaron Mederico Faivre, Carlos Maffeis, María Cecilia Ceim, Mario Sacco y otros arquitectos, pero poco y nada se realizó: en 1988 se construyó el nuevo acceso de la FADU con escalinata y locales comerciales.
A esto se sumó una reforma integral del edificio, que se desarrolló entre 1986 y 1988 y significó su finalización: se reubicaron distintas dependencias, se destinaron los pisos 3 y 4 a las nuevas carreras y se concluyó el entrepiso (cuya obra había quedado abandonada e inconclusa desde la década anterior).
En 1992 ocurrió otra modificación que afectó al aspecto exterior del Pabellón 3, cuando fueron retirados los parasoles de cemento de la fachada, a causa de la corrosión que mostraban por la falta de mantenimiento apropiado y la mala calidad de su prefabricación. Durante el período 1996-2006, Bernardo Dujovne volvió a desempeñarse como Decano de la FADU, luego sucedido por Jaime Sorín.
En 2005 se comenzó a armar un puente para llegar a un futuro parque costero, la estructura de hierro quedó abandonada hasta la actualidad sin terminarse por cuestiones legales que involucran la transformación del parque proyectado en una Reserva Ecológica. Entre 2007 y 2011, el comedor del establecimiento fue desmantelado para transformar su espacio físico en tres nuevas aulas, hasta que la comunidad educativa logró que recuperara su función original.
Desde 2009 el edificio está en obras de restauración a cargo del Estado Nacional, cambiándose los vidrios de las claraboyas del patio central, reconstruyendo las escalinatas (y otros trabajos menores de mantenimiento), y construyéndose una rampa de acceso al subsuelo para discapacitados, ya que la FADU no poseía ninguna. Dentro de esta mejora, también se agregó una rampa a la pasarela peatonal que conecta la estación Scalabrini Ortiz del ferrocarril Belgrano Norte con el acceso a Ciudad Universitaria.
En 2017 se realizó la inauguración de la nueva aula magna de la facultad, Aula Magna “Prof. Arq. Juan Manuel Borthagaray” en el espacio debajo del patio central, en el subsuelo. También se mudaron las dependencias de la biblioteca de la facultad, previamente en el tercer piso, a la nueva Biblioteca “Prof. Arq. Manuel Ignacio Net”, en la planta baja.

## Edificio

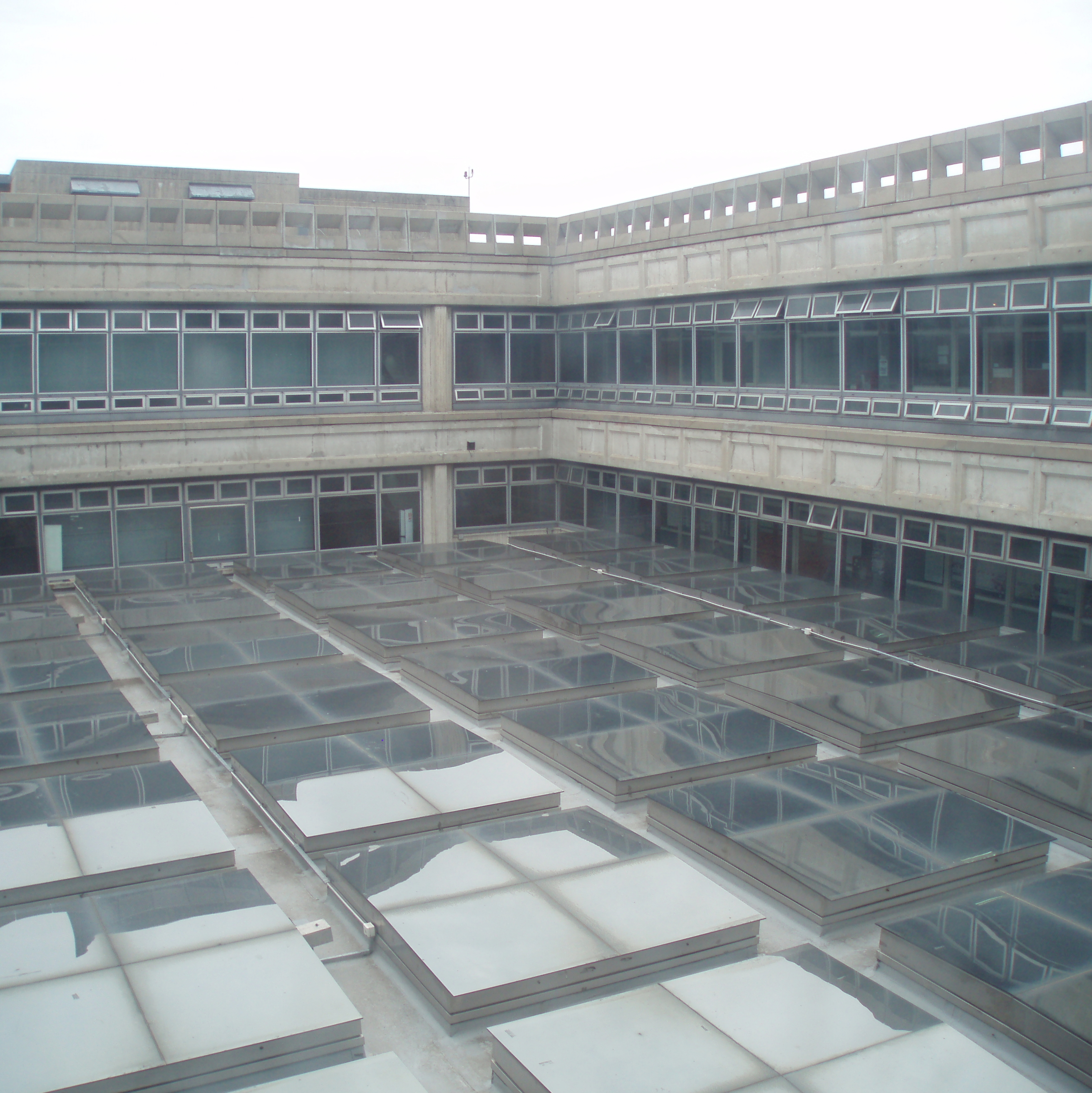
Vista superior de las claraboyas del patio central

El edificio diseñado por Catalano y Caminos dentro del plan maestro para Ciudad Universitaria que nunca se concretó, se encuadra dentro de la arquitectura del Movimiento Moderno más ortodoxo. La sede de la FADU no hace concesiones a arquitecturas regionales ni a tradiciones en la estética tradicional de Buenos Aires, y se puede encuadrar dentro del International Style muy difundido en los años 1950, y dentro del cual trabajaba Catalano, residente en Estados Unidos desde 1944.
La estructura, realizada íntegramente en hormigón armado, se caracteriza por dejar este material a la vista, y expresa sus capacidades tanto resistentes como plásticas. El edificio fue diseñado con una simetría casi total, y se genera mediante un patio central que toma tres niveles de altura, y al cual balconean los sucesivos pisos y entrepisos. A la altura del tercer nivel, un emparrillado de vigas forma una red de claraboyas que dejan entrar la luz natural, bañando este espacio central. En el subsuelo, el espacio del patio central es ocupado por un aula magna inaugurada en 2017 que previamente funcionaba como cancha de deportes, y suelen darse charlas y debates públicos. A partir del tercer piso, no es posible acceder al espacio del Patio Central.
El único elemento que rompe la simetría general del edificio es el acceso principal, que no fue diseñado por Catalano y Caminos, sino que se agregó a fines de la década de 1980, y se da de manera lateral por el lado norte, a través de una plataforma exterior con escalinata, adonde funciona informalmente una feria de artesanías y de venta de materiales de utilidad para los estudiantes. Esta escalinata conduce a las puertas principales, que miran hacia el espacio vacío del inconcluso Pabellón IV, y conducen a un vestíbulo que se abre directamente al patio central. Siguiendo la simetría que ordena la Facultad, a ambos lados del patio funcionan dos baterías de tres ascensores cada una, acompañadas por escaleras imperiales a cada lado. Por la confusión que genera en los alumnos la simetría del edificio, se ha elegido pintar cada núcleo de circulaciones de un color distinto: el núcleo “río” es azul y el núcleo “tierra” es naranja. Los talleres se organizan a partir del primer piso, siendo estos los que utiliza principalmente la carrera de Arquitectura. El primer piso, de una altura considerable, cuenta con un entrepiso suspendido con tensores de la losa del segundo piso. Este entrepiso también aloja talleres, y depósitos pertenecientes a las cátedras de la facultad.
En el segundo piso, los talleres pertenecen principalmente a las carreras de Diseño Gráfico, Diseño Industrial y Diseño de Indumentaria, muchas de ellas también son usadas por el Ciclo Básico Común. En este nivel, dos plataformas también simétricas se extienden en voladizo sobre el patio central, dando espacio para que en una de ellas funcione un bar estudiantil. El tercer piso es utilizado por talleres de Diseño de Imagen y Sonido.
En el cuarto piso funciona la administración de la Facultad, la oficina del Decano y diversos Institutos, Centros y departamentos de especialidades.
La planta baja también debía alojar talleres según el proyecto original, pero sus espacios fueron concesionados a librerías y casas de impresión y fotocopiado, debido al aislamiento que sufre Ciudad Universitaria, obligándola a autoabastecerse. También hay oficinas del Departamento de Alumnos y de Extensión Universitaria, funciona allí el comedor universitario, una sala de exposiciones llamada “Horacio Baliero”, la sala de reuniones del Consejo Directivo y el Centro de Documentación y Biblioteca "Prof. Arq. Manuel Ignacio Net".
En el subsuelo funciona el Aula Magna "Prof. Arq. Juan Manuel Borthagaray" donde se dan clases magistrales, se realizan actos y entregas de títulos, y se organizan conferencias y eventos. También se encuentran aulas y oficinas utilizadas por el Ciclo Básico Común, y hay allí otro bar y más librerías, tanto artísticas como de libros de estudio.
El edificio está diseñado para su funcionamiento con aire acondicionado central, como lo demuestra la estructura de emparrillado de vigas con la cual están armada todas las losas, y que está calada en todas sus vigas para el paso de caños de instalaciones de aire acondicionado y luz, incluso está contemplado su cierre con cielorrasos suspendidos. Sin embargo la instalación del aire acondicionado nunca se realizó, y esto sumado a la falta de los parasoles quitados de la fachada afecta fuertemente al funcionamiento del edificio, ya que éste se ha vuelto demasiado permeable a los cambios de temperatura, sufriendo el frío de invierno, y el sol y calor de verano por la falta de parasoles y ventilación.

## Ciclo Básico Común
El ingreso a la Facultad de Arquitectura, Diseño y Urbanismo se realiza a través del Ciclo Básico Común, sistema establecido por la Universidad de Buenos Aires en 1985. El CBC es compartido por todas las carreras de la FADU, ya que gira alrededor de dos materias que sólo se dictan en el Pabellón 3 de Ciudad Universitaria (Introducción al Conocimiento Proyectual y Taller de Dibujo). Comprende las siguientes asignaturas cuatrimestrales:

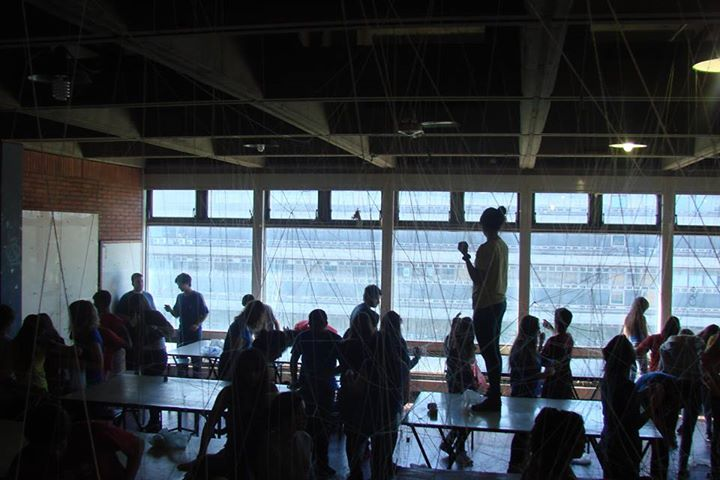
Actividad inicial. Taller de proyectual CBC FADU

Básicas: que deben cursar todos los que ingresantes a cualquier carrera de la UBA.
- Introducción al Pensamiento Científico
- Introducción al Conocimiento de la Sociedad y Estado

Comunes: que deben cursar específicamente quienes sigan cualquier carrera de la FADU.
- Introducción al Conocimiento Proyectual I e Introducción al Conocimiento Proyectual II (correlativas entre sí)
- Taller de Dibujo (cursada anual)
- Matemática

Específicas, que varían de acuerdo a cada carrera en particular.
- Filosofía (Arquitectura)
- Semiología (Diseño Gráfico, Diseño de Imagen y Sonido, Diseño de Indumentaria, Diseño Industrial, Diseño Textil)
- Biología (Diseño del Paisaje)

## Carreras
Actualmente la facultad cuenta con un total de siete carreras.
- Arquitectura
- Diseño Gráfico
- Lic. en Planificación y Diseño del Paisaje (dictada en conjunto con la FAUBA)[8]
- Diseño de Indumentaria
- Diseño Textil
- Diseño Industrial
- Diseño de Imagen y Sonido

## Centro de Documentación - Biblioteca "Prof. Arq. Manuel Ignacio Net"
Creada en 1948, la Biblioteca de la FADU - UBA brinda información especializada en las áreas temáticas de las carreras de grado y posgrado que se dictan en la Facultad y campos del conocimiento que se encuentran relacionados. La colección, servicios y productos que ofrece están dirigidos a los alumnos de grado y posgrado, docentes, investigadores, autoridades, personal de la Facultad y alumnos del C.B.C. que cursan materias afines.
- Consulta de libros y publicaciones periódicas nacionales y extranjeras
- Bases de datos especializadas
- Préstamo a domicilio de obras
- Espacios para trabajo y lectura
- Carnet de Lector
- Consulta de Planes de Estudio y Programas de Materias
- Certificado de libre deuda para trámite de título
- Consulta de Tesis y Trabajos de intensificación
- Catálogos en línea
- Recursos electrónicos
- Revistas digitalizadas

- Materiales impresos y electrónicos
- Actividades culturales
- Acceso a Biblioteca electrónica (MINCyT) y Red UBA a través del SISBI - UBA.[10]

Para uso de los docentes y los investigadores también:
- Diapoteca e imágenes digitales
- Consulta de la colección de Obras antiguas y valiosas
- Búsquedas bibliográficas
- Préstamo interbibliotecario
- Bibliografías
- Visitas guiadas para las Cátedras
- Sala de usos múltiples equipada

La colección bibliográfica comprende 34.500 títulos, cifra que con los ejemplares duplicados y las diferentes colecciones especiales asciende a aproximadamente 70.000 volúmenes. La Hemeroteca mantiene actualizada la suscripción de alrededor de 130 de publicaciones periódicas especializadas nacionales y extranjeras en formato impreso y electrónico. El servicio de Diapoteca cuenta con un fondo de 31.800 imágenes fijas y 14.600 imágenes digitales.
La consulta en la biblioteca es libre y gratuita.
A través de su portal web se accede a la información sobre libros, artículos de publicaciones periódicas (revistas), diapositivas e imágenes digitales y tesis disponibles en la Biblioteca. También es posible encontrar las versiones digitales de los programas de asignaturas de las carreras y los planes de estudio. Y permite consultar y descargar en texto completo revistas relevantes del área de la Arquitectura como Revista de Arquitectura, Revista Técnica, Nuestra Arquitectura, entre otras.
Integra activamente diversas redes de cooperación bibliotecaria especializadas para el intercambio de información como: SISBI, Red Vitruvio, Bibliofaun, Unired y Reciaria. 
Desde 2017 comienza a denominarse Centro de Documentación - Biblioteca "Prof. Arq. Manuel Ignacio Net" en homenaje a su exdirector e inaugura un nuevo espacio en la planta baja del edificio.

## Secretaría de Investigaciones
- Secretaria: Dra. Rita Molinos

La Secretaría de Investigaciones (SI) FADU genera y promueve políticas de desarrollo de la investigación en las más diversas áreas, las cuales vinculan a la comunidad académica de las carreras de la facultad con las instituciones de Ciencia y Técnica del estado y con organismos que puedan favorecer a ese desarrollo, acercando a su vez, a demandantes directos para asociar vínculos, redes de aplicación y experiencia conjunta.
Con la vuelta democrática en el país, el área de Investigación y Posgrado de la FADU se delineó a partir de las recomendaciones planteadas por un diagnóstico de especialistas que señalaba insuficiencias, desajustes de objetivos y, en particular, una desconexión respecto del contexto social. En 1994, el Posgrado quedó bajo la órbita de la Secretaría Académica, e Investigaciones se organizó como Secretaría de Ciencia y Técnica. En 2006, esta última se constituye como Secretaría de Investigaciones.
El principal objetivo de dicha Secretaría consiste en integrar la investigación con el grado, fortaleciendo el espíritu triádico enseñanza-aprendizaje-investigación como estadios centrales e inescindibles, aunque sí diferenciables, de la vida universitaria. Otro de los objetivos de la política en investigación es el de incorporar continuamente jóvenes investigadores a través de concursos de proyectos de investigación y la participación de alumnos a través de pasantías de proyectos en curso.
Aquellos proyectos de investigación que apuntan al desarrollo tecnológico en el contexto social, apuestan a una fuerte vinculación con Municipios y otros organismos del Estado, Organizaciones No Gubernamentales (ONGs), PyMes, Cooperativas y Organizaciones Sociales, sin resignar por ello las investigaciones básicas.
La propuesta, presentación, evaluación, desarrollo y comunicación de los proyectos de investigación involucran a aquellos que asumen el rol de directores y a quienes integran sus equipos de investigación, implicando un universo de profesores, docentes, graduados y estudiantes.

### Pasantías en Investigación con crédito académico
Las pasantías se realizan en el ámbito de la Secretaría de Investigaciones. Su objetivo primordial es que los alumnos participen en un proyecto de investigación, acercándose a conceptos metodológicos y epistemológicos de la investigación proyectual, realizando tareas junto a investigadores formados. Asimismo sirven como antecedente para acceder al sistema de becas de la Universidad e iniciar la carrera de docente-investigador.
Pueden ser registradas o bien como pasantías con crédito académico (en caso de ser estudiante, equivaliendo al cursado de una materia optativa cuatrimestral del plan de estudios de alguna de las carreras en curso) o para ser realizadas con el propósito de integrarse por un período como colaborador en un proyecto de investigación en curso (admite a graduados inclusive).
Los proyectos se agrupan según diferentes ejes temáticos:
- Didáctica del Proyecto
- Historia y Crítica
- Morfología y Comunicación
- Planeamiento Urbano y Regional
- Proyecto y Habitar
- Tecnología en Relación Proyectual

#### Tecnología en relación proyectual
Algunos de los proyectos de investigación que se encuentran en vigencia hoy en FADU, se enmarcan en las actividades llevadas adelante por el CEP ATAE (Centro Experimental de Producción Arquitectónica y Tecnología Apropiada a la Emergencia), creado por el arquitecto Carlos Levinton en el año 1986 y cuyo principal objetivo radica en la creación de un escenario alternativo incorporando recursos provenientes de residuos de construcción y demolición (RCD) y residuos sólidos urbanos (RSU).

## Autoridades
Los decanos desde la recuperación de la democracia en 1983 y el consecuente retorno a las normas de gobierno establecidas en el Estatuto Universitario inspirado en la Reforma universitaria de 1918, cuya vigencia fue interrumpida en 1966, en la llamada Noche de los bastones largos tras el golpe de Estado de Onganía fueron los siguientes:
- 1984, Arq. Berardo Dujovne, decano normalizador.
- 1986, Arq. Juan Manuel Borthagaray.
- 1990, Arq. Juan Manuel Borthagaray.
- 1994, Arq. Carmen Córdova.
- 1996, Arq. Berardo Dujovne, completando el período por renuncia de la anterior.
- 1998, Arq. Berardo Dujovne.
- 2002, Arq. Berardo Dujovne.
- 2006, Arq. Jaime Sorín.
- 2010, Arq. Esteban Urdampilleta, decano artículo 116.º.
- 2010, Arq. Eduardo Cajide.
- 2014, Arq. Luís Bruno.
- 2018, Arq. Guillermo Cabrera
- 2021, D.G. Carlos Venancio, completando el período por renuncia del anterior.
- 2022, D.G. Carlos Venancio